# Джуліана Бенеттон
Джуліана Бенеттон (нар. 8 липня 1937, Тревізо, Італія) — італійська підприємиця, співзасновниця Benetton Group.

## Життєпис
Власну справу розпочала з трьома братами. Вона в'язала светри, які її брат Лучано розвозив на велосипеді. Тепер же компанія складається з мережі 6000 магазинів у 120 країнах, що управляються незалежними партнерами і дають оборот понад €2 млрд на рік.
У травні 2015 року Forbes оцінив капітал Джуліани Бенеттон і кожного з трьох її братів і сестер у 2,9 мільярда доларів США. 
Одружена, має чотирьох дітей. Живе із сім’єю у Тревізо, Італія.